# Turki Al-Ammar
Turki Al-Ammar (en arabe : تركي العمّار), né le 23 septembre 1999 à Riyad en Arabie saoudite, est un footballeur international saoudien. Il joue au poste de milieu offensif à Al-Qadisiyah.

## Biographie

### En sélection
Avec les moins de 19 ans, il participe au championnat d'Asie des moins de 19 ans en 2018. Lors de cette compétition organisée en Indonésie, il joue cinq matchs. Il se met en évidence en inscrivant quatre buts, avec notamment un but lors de la finale remportée face à la Corée du Sud.
Il dispute ensuite avec les moins de 20 ans la Coupe du monde des moins de 20 ans 2019 organisée en Pologne. Lors du mondial junior, il joue trois matchs. Avec un bilan de trois défaites en trois matchs, l'Arabie saoudite est éliminée dès le premier tour.
Il reçoit sa première sélection en équipe d'Arabie saoudite le 19 novembre 2019, en amical contre le Paraguay (score : 0-0). Il joue ensuite un match lors de la Coupe du Golfe des nations 2019 organisée à Bahreïn, puis deux rencontres lors de la Coupe arabe de la FIFA 2021 qui se déroule au Qatar.

## Palmarès
Arabie saoudite -19 ans
- Championnat d'Asie -19 ans (1) :
  - Vainqueur : 2018.

 Arabie saoudite
- Coupe du Golfe des nations (0) :
  - Finaliste : 2019.